# Acontistoptera mexicana
Acontistoptera mexicana är en tvåvingeart som beskrevs av Malloch 1912. Acontistoptera mexicana ingår i släktet Acontistoptera och familjen puckelflugor. Inga underarter finns listade i Catalogue of Life.